# Budd Johnson
Albert J. „Budd“ Johnson (* 14. Dezember 1910 in Dallas, Texas; † 20. Oktober 1984 in Kansas City, Missouri) war ein US-amerikanischer Jazz-Saxophonist und Klarinettist sowie Arrangeur. Er ist nicht zu verwechseln mit dem Jazz- und Rhythm-and-Blues-Pianisten Buddy Johnson.

## Leben und Wirken
Bevor er 1926 zum Tenorsaxophon wechselte, spielte er Klavier und war ab 1924 bereits als Schlagzeuger tätig. In den 1920er Jahren trat er in Texas und dem Mittleren Westen (Kansas City) unter anderem mit Jesse Stone, bei Grant Moore and his New Orleans Black Devils und in der Band von George E. Lee, dem Bruder von Julia Lee, auf. In den 1930er-Jahren spielte er mit Andy Kirk and his Twelve Clouds of Joy, leitete eine Band mit Teddy Wilson und ging 1933 mit diesem und seinem Posaunisten-Bruder Frederick (1908–1967), genannt Keg, zur Louis-Armstrong-Band, mit der er auch Aufnahmen machte.
Bekannt ist Budd Johnson vor allem für seine Zeit bei Earl Hines (1934–1942), den er Anfang der 1940er Jahre mit „moderneren“ (Bebop-) Musikern zusammenbrachte und für dessen Orchester er auch arrangierte. 1938 spielte er außerdem mit Fletcher Henderson. Johnson gehörte darüber hinaus zu den Bebop-Pionieren, der die „erste Bop-Sessions“ mit Coleman Hawkins und Dizzy Gillespie 1944 mitorganisierte. Und er spielte in fast allen wichtigen Bands des frühen Modern Jazz (Billy Eckstine and His Orchestra, Boyd Raeburn – für diesen arrangierte er nur –, Earl Hines, Dizzy Gillespie, Woody Herman), wo er teilweise arrangierte. Außerdem spielte er in den 1940er-Jahren bei Sy Oliver und Buddy Rich.
In den 1950er-Jahren hatte er seine eigene Gruppe und arbeitete als Studiomusiker und Musical Director für Atlantic Records. Er arrangierte früh Rock-’n’-Roll-Stücke, beispielsweise ist das Tenorsaxophon-Solo in Ruth Browns Hit Teardrops from My Eyes  von ihm. 1955 wirkte er bei Frankie Laines LP Jazz Spectacular mit; 1956/57 war er bei Benny Goodman (Asien Tour), 1959 bei Gil Evans (z. B. auf dem Album Out of the Cool 1960), 1959 bis 1961 in der Quincy Jones Big Band, 1961 bis 1962 bei Count Basie, 1964 bis 1969 spielte er regelmäßig im Quartett von Earl Hines (u. a. auf der UdSSR-Tour 1966). 1969 bis 1975 spielte er mit dem JPJ Quartett, zu dem Bill Pemberton (Bass), Dill Jones (Piano), Oliver Jackson (Schlagzeug) gehörten (Auftritt und Aufnahme beim Montreux Jazz Festival 1971). Seinen Stil passte er immer wieder an, so etwa in den 1960er-Jahren an den des dominierenden John Coltrane. 1975 arbeitete er mit dem New York Jazz Repertory Orchestra (ein Repertoire-Projekt der Smithsonian Institution). Ab 1979 wirkte er bei Tribut-Konzerten des Kool Jazz Festivals. Im November 1979 trat er mit der Lionel Lionel Hampton Big Band bei den Berliner Jazztagen auf. Wenige Monate vor seinem Tod nahm er noch ein Album mit Phil Woods auf. In den 1970er-Jahren unterrichtete er auch.
1993 wurde er in die Big Band Hall of Fame aufgenommen.

## Diskographie (Auswahl)
- Gil Evans: Great Jazz Standards (Pacific, 1959), Out of the Cool 1960
- Budd Johnson And The Four Brass Giants, Fantasy/Prestige, 1960 (mit Ray Nance, Clark Terry, Nat Adderley, Harry Sweets Edison)
- Let´s Swing, Fantasy/Prestige 1960
- Mary Lou Williams: Black Christ of the Andes (1964)
- The Old Dude and the Fundance Kid (Uptown 1984) mit Phil Woods